# 965型レーダー
965型レーダー（英語: Type 965 radar）は、イギリスで開発された2次元レーダー。開発は朝鮮戦争中に行われており、フリゲート向けとしては1955年より導入された。

## 来歴
本機の開発は、1950年5月に発出された小型艦用多機能レーダーの幕僚要求事項に由来する。これはレーダーピケット艦用の早期警戒レーダーを求めるもので、当初はその名の通りに対水上捜索も考慮していたが、1952年2月には対空捜索用に絞られた。1953年3月には、探知距離90海里 (170 km)（高度60,000フィート (18,000 m)）という要求事項を満たすのはAN/SPS-6Cのみであると考えられるようになった。しかし同機の調達に使う予定だった支援プログラムは1955年には終了予定であり、またアメリカ海軍は同機を旧式機とみなすようになっていたことから、これを採用した場合、予備部品調達が困難となることが予想された。
代替としては、まず992型レーダーの回転速度を落とす代わりに探知距離を伸ばすことが検討された。その後、オランダのシグナール社製のLW-02とマルコーニ社製のUHFレーダーが新しい候補となった。その後、LW-02は不適であると判断され、マルコーニ社案が965型として制式化された。

## 設計
レーダー送信機にはアメリカ合衆国のSRの技術が導入されているが、アンテナは完全に独自開発であり、いわゆるマットレス型の設計となっている。当初はこれを1段に配したAKE(1)アンテナが採用されていたが、1957年からは、レーダーピケット艦およびミサイル駆逐艦向けとして、これを2段重ねにして探知距離を延伸したAKE(2)アンテナの配備が開始された。しかしビーム幅は期待したほど鋭くなかった。
当初は移動目標指示（MTI）機能を持たなかったために、1982年のフォークランド紛争では陸上から飛来する目標の探知に問題が生じたことから、戦後にはMTI技術を導入した965M型が実用化された。また1980年代には、マルコーニ社の協力のもと、送受信機を改良した966型も登場した。ただしイギリス海軍においては、上記の965M型が966型として配備されているという説もある。
その後、周波数割り当ての変更に伴い、本機が使用していた周波数はテレビジョン放送で使われるようになったため、本機はヨーロッパ沿岸では使えなくなった。イギリス海軍においては、Lバンドの1022型レーダーによって更新され、退役している。

## 採用国と搭載艦艇
- 航空母艦「ハーミーズ」
  -  イギリス海軍
  -  インド海軍 - 「ヴィラート」（RAWL-02に後日換装）
- オーディシャス級航空母艦（960型レーダーより換装[4]）
  -  イギリス海軍
- タイガー級防空巡洋艦（ヘリコプター巡洋艦へ改修時に後日装備。）
  -  イギリス海軍
- カウンティ級駆逐艦
  -  イギリス海軍
  -  チリ海軍
  -  パキスタン海軍
- 82型駆逐艦（1022型レーダーに後日換装）
  -  イギリス海軍
- 42型駆逐艦
  -  イギリス海軍（1022型レーダーに後日換装）
  -  アルゼンチン海軍
- 41型フリゲート（960型レーダーより換装）
  -  イギリス海軍
  -  バングラデシュ海軍
- 61型フリゲート（960型レーダーより換装）
  -  イギリス海軍
  -  バングラデシュ海軍
- 81型フリゲート
  -  イギリス海軍
  -  インドネシア海軍
- 12I型フリゲート
  -  イギリス海軍 - リアンダー級（シーウルフ搭載改修艦では967/968型に後日換装）
  -  ニュージーランド海軍 - リアンダー級
  -  インド海軍 - ニルギリ級（RAWL-02に後日換装）
  -  チリ海軍 - コンデル級（英語版）
  -  エクアドル海軍
  -  パキスタン海軍